# L'ho visto prima io
L'ho visto prima io è un brano musicale scritto e composto da Biagio Antonacci ed interpretato dalla cantante italiana Loredana Errore, estratto come secondo singolo dall'EP, di debutto solista, Ragazza occhi cielo.
Il brano, pubblicato dalla casa discografica Sony Music, è in rotazione radiofonica dal 14 maggio 2010 ed in contemporanea disponibile per il download digitale.

## Il video
Il video musicale, per la regia di Gaetano Morbioli, mostra il contesto di una spy story a fine amoroso ed è stato pubblicato in contemporanea al brano.

## Tracce
1. L'ho visto prima io – 3:40 (Biagio Antonacci)

## Classifiche
| Classifica (2010) | Posizione |
| ----------------- | --------- |
| Italia            | 92        |